# Takashi Tanihata
Takashi Tanihata (谷畑 孝, Tanihata Takashi, né le 10 janvier 1947 à Ikeda) est un homme politique japonais, membre de la Chambre des représentants de la circonscription à représentation proportionnelle du Kinki de 1996 à 2020.

## Biographie
Après avoir étudié à la faculté de droit de l'université du Kansai, Tanihata devient employé de l'administration de la ville d'Ikeda. Plus tard, il est secrétaire de Takumi Ueda, député socialiste de la circonscription alors multimandataire d'Osaka 4 et ancien membre du parti communiste. Aux élections municipales de 1989, Tanihata se présente pour le parti socialiste à Osaka (qui a alors trois sièges par élection partielle) et il obtient avec 23,3 % la part de voix la plus élevée. Au cours de la grande coalition du Cabinet Murayama, il est secrétaire d'État parlementaire (seimu jikan) au MITI de 1994 à 1995. Il ne se présente pas aux élections de 1995 et, ensuite, il quitte le PSJ.
Tanihata rejoint la Chambre des représentants lors des élections de 1996, les premières tenues après l'introduction des circonscriptions uninominales et de la nouvelle représentation proportionnelle parallèle. Il se présente pour le parti libéral-démocrate dans la nouvelle circonscription uninominale dite quatorzième circonscription de la préfecture d'Osaka et il est battu par Eiichi Nakamura (du Shinshintō), mais il remporte un siège du PLD à la représentation proportionnelle dans le bloc Kinki. À partir de 2000, il remporte la circonscription à chaque élection jusqu'en 2017, à l'exception de la  défaite écrasante du PLD en 2009, lorsqu'il est battu par le membre du parti démocrate Takashi Nagao et rate également un siège à la représentation proportionnelle. Cependant, comme le parti démocrate avait désigné trop peu de candidats à la représentation proportionnelle pour le Kinki, deux sièges de plus sont allés au PLD que ce à quoi il aurait eu droit sur la base de la part des voix à la représentation proportionnelle, et Tanihata reste député à Kinki en 2009. En 2002, il préside la commission de l'économie et de l'industrie de la Chambre des représentants et de 2003 à 2004 (cabinets Koizumi I et II), il est secrétaire d'État ( fuku-daijin ) au ministère de la Santé, du Travail et des Affaires sociales.
À l'automne 2012, Tanihata quitte le PLD, rejoint l'Ishin no Kai de l'ancien gouverneur d'Osaka Tōru Hashimoto pour les élections suivantes à la Chambre des représentants et il récupère le siège de la circonscription de Takashi Nagao (désormais PLD). À la Chambre des représentants, il est président de la commission de contrôle des comptes et de l'administration (kessan gyōsei kanshi iinkai) de 2012 à 2013, puis président de la commission spéciale sur la lutte contre la piraterie et le terrorisme de 2013 à sa suppression en 2014. Lors de la formation de nouveaux partis en 2014 et les années suivantes, Tanihata suit Hashimoto ; au sein de l'Ishin no Tō, Tanihata est l'un des deux vice-présidents du parti (fuku-daihyō) de 2014 à 2015. Lors des élections de 2017, Tanihata perd de peu face à Nagao dans la quatorzième circonscription de la préfecture d'Osaka, mais il reste député par le biais du scrutin proportionnel. Le 2 avril 2020, il démissionne de son mandat de député pour des raisons de santé.